# Syzygium microcymum
Syzygium microcymum är en myrtenväxtart som först beskrevs av Sijfert Hendrik Koorders och Theodoric Valeton, och fick sitt nu gällande namn av Gerda Jane Hillegonda Amshoff. Syzygium microcymum ingår i släktet Syzygium och familjen myrtenväxter.
Artens utbredningsområde är Java. Inga underarter finns listade i Catalogue of Life.